# Certificato cinese obbligatorio

Logo della marcatura CCC.

Il certificato cinese obbligatorio, comunemente noto come marchio CCC (acronimo dell'inglese China Compulsory Certificate), è un marchio di sicurezza obbligatorio per molti prodotti venduti sul mercato cinese.
Divenne effettivo il 1º maggio 2002. È il risultato dell'integrazione di due precedenti sistemi d'esame cinesi, chiamati CCIB (marchio di sicurezza introdotto nel 1989 e richiesto per i prodotti di 47 categorie) e CCEE (conosciuto anche come marchio “Grande Muraglia”, richiesto per 7 categorie di prodotti elettrici). Il marchio è obbligatorio sia per i prodotti fabbricati in Cina che per quelli importati (esportazione, distribuzione e vendita in Cina.

## Dettagli
I prodotti sui quali viene applicato il marchio CCC sono i seguenti:
- fili e cavi elettrici
- interruttori per circuiti e dispositivi di connessione
- apparati elettrici a bassa tensione
- motori con poca potenza
- utensili elettrici
- macchine per saldature
- apparecchi elettrici domestici
- apparecchi audio e video
- attrezzature informatiche
- apparecchi per illuminazione
- apparecchi per telecomunicazioni
- veicoli a motore e parti di sicurezza
- pneumatici per veicoli a motore
- vetri di sicurezza
- macchinari agricoli
- prodotti in lattice
- dispositivi medici
- apparecchi antincendio
- rivelatori di intrusi per sistemi d'allarme
- sistemi WLAN
- giocattoli
- piastrelle.

Al 2006, la CCC era obbligatoria per 47 famiglie differenti di prodotti, di cui 23 elettrici. Al 2017, risultano censiti 20 gruppi di prodotti, suddivisi in 158 categorie.

## Processo certificativo
Sotto la responsabilità delle autorità cinesi, il marchio CCC è amministrato dal CNCA (Amministrazione di certificazione ed accreditamento). Il Centro cinese di certificazione di qualità (CQC) è designato dal CNCA per vagliare le applicazioni del marchio CCC e definire i prodotti che necessitano del CCC.
Il processo di certificazione include i seguenti passi:
1. Viene presentata un'applicazione da testare e del materiale di supporto.
2. Un laboratorio cinese designato dal CNCA testa dei campioni del prodotto.
3. Il CQC manda dei rappresentanti ad ispezionare l'impianto di produzione.
4. Viene approvato o rifiutato il rilascio del certificato CCC.
5. Annualmente degli ufficiali cinesi visitano la fabbrica.

Il processo di certificazione di solito richiede dai 6 ai 9 mesi.
La General Administration of Quality Supervision, Inspection and Quarantine (AQSIQ) è l'autorità amministrativa preposta della legge cinese alla gestione dell'intero sistema di certificazione CCC.
AQSIS e CNCA definiscono le norme fondamentali in modo concorrente. La AQSIS si occupa della supervisione dei prodotti soggetti a obbligo certificatorio, e in caso di non-conformità che comportano un rischio per la salute e sicurezza degli utilizzatori, dispone le campagne di richiamo ed il blocco delle vendite (Quality Management). L'AQSIS ha delegato alla CNCA l'implementazione del sistema, in particolare la pubblicazione del catalogo dei prodotti soggetti ad obbligo di certificazione, e l'accreditamento degli enti certificatori di prodotto e di processo, e dei laboratori di prova.
In base alla famiglia di prodotto da certificare, il CQC assegna la pratica ad uno dei 130 laboratori dislocati nel territorio nazionale e stabilisce il piano di campionamento da eseguire. Ogni 12-18 mesi si ripetono le visite di follow-up per verificare il mantenimento degli standard qualitativi.